# Aníbal Giscón
No confundir con Aníbal, general cartaginés que encabezó la segunda guerra púnica entre Roma y Cartago
Aníbal Giscón (h. 300-290 - 258 a. C.), comandante en jefe cartaginés durante la primera guerra púnica contra Roma. Sus esfuerzos resultaron vanos y su eventual derrota en batalla precipitó su caída y posterior ejecución.

## Carrera militar
La primera fuente histórica nos habla de Aníbal Giscón en el año 261 a. C., como general al mando de la guarnición asediada por los romanos en Agrigento. A pesar de la tenacidad mostrada por Giscón y sus hombres, y de la llegada de refuerzos liderados por Hannón, la ciudad cayó en manos romanas. Aníbal consiguió escapar a Cartago en las postrimerías de la batalla. Aparentemente, su derrota - debida más a la persistencia del asedio romano que a su propia incompetencia - no fue óbice para la continuidad en el mando de Giscón. Al año siguiente (260 a. C., regresó como almirante al mando de la flota cartaginesa en el estrecho de Mesina. Los romanos se disponían a lanzar su primera flota y Cartago decidió impedirlo. Giscón derrotó y capturó al cónsul Cneo Cornelio Escipión Asina en la batalla de las Islas Lípari, victoria que careció de significado estratégico, dado que el grueso de la flota romana continuó maniobrando en las aguas circundantes. Más tarde, en el 260 a. C., Giscón fue el primer general en padecer los efectos del corvus de abordaje romano. Confiado en la superioridad naval de Cartago, dispuso sus barcos en la formación tradicional en línea antes de la batalla de Milas. Aunque inexpertos en combates navales, los romanos liderados por el cónsul Cayo Duilio derrotaron estrepitosamente a la flota cartaginesa, debido principalmente a sus innovadoras tácticas. 
En el 258, fue enviado a defender Cerdeña del ataque romano siendo fácilmente derrotado por el general romano Cayo Sulpicio Patérculo. Tras esta nueva pérdida de confianza de sus superiores, Giscón fue ejecutado por incompetencia poco después, junto a otros generales cartagineses derrotados. Según algunas fuentes, fue crucificado por sus propios hombres.